# Jaroslav Dostál
Jaroslav Dostál (* 1941 Praha) je geolog, od roku 2006 emeritní profesor na St.Mary’s Universitě v Halifaxu v Kanadě, kde pracoval od roku 1975. Zabývá se širokým spektrem problémů v mineralogii, geochemii a petrologii vyvřelých hornin. Publikoval přes 300 článků v odborných časopisech a podílel se na mnoha výzkumných projektech. Během působení na universitě významně přispěl k rozvoji katedry geologie i univerzity jako celku. Dvanáct let působil jako vedoucí katedry geologie. Byl členem Akademického senátu i rady guvernérů university.
Je vědecký pracovník v oboru geochemie vyvřelých hornin a její aplikaci ke studii pohybu ker zemské kůry a v souvislosti s tím ložisek nerostných surovin.

## Životopis
Jaroslav Dostál se narodil roku 1941 v Praze. Po základní škole studoval od roku 1955 na Průmyslové škole geologické v Praze, kterou ukončil maturitou a odbornou prací „Návrh na průzkum tuhového ložiska u Českého Krumlova“ v roce 1959. Dále pokračoval ve studiu na Přírodovědecké fakultě University Karlovy, obor geologie se specializací mineralogie. Studium dokončil v roce 1964 jako promovaný geolog. Diplomová práce: „Geologické a petrografické podmínky v oblasti Maršíkova“. V letech 1964–67 pracoval jako asistent a do roku 1969 jako odborný asistent na katedře ložiskové geologie. V srpnu 1968 byl účastníkem světového geologického kongresu, který předčasně ukončila invaze vojsk. V roce 1967 na konkurz získal stipendium na graduální studium.do Kanady na Mc Master Universitě v Hamiltonu, kam s obtížemi po invazi odjel..Studium dokončil v roce 1974 s titulem PhD. Od roku 1975 přednášel a pracoval na výzkumných úkolech St.Mary’s Universitě v Halifaxu, od roku 1980 do 2006 jako řádný a po roce 2006 emeritní profesor.

## Vzdělání
- 1964 Karlova universita v Praze
- 1974 Mc Master University Hamilton, Ontario, Kanada

## Ocenění
- 1992 vyznamenání prezidenta university za vynikající výsledky ve výzkumu,

- 2003 medaile Kanadské mineralogické asociace za nejlepší článek v časopise Canadien Mineralogist v r.2002
- 2005 medaile Kanadské geologické asociace ua celoživotní zásluhy v oblasti petrologie a vulkanologie
- 2006 cena fakulty přírodních věd na St,Mary’s Universitě za vynikající výsledky ve výuce (excelentní učitel)
- 2007 medaile významného vědeckého pracovníka Atlantické geologické společnosti

## Výzkumná činnost mimo St.Mary’s Universitu
- 1976 Universite des Sciences et Technique du Langadoc Montpellier, výzkumný pracovník a učitel, Université de Montpellier, Francie
- 1976 založení laboratoře pro studium stopových prvků v horninách Universita v Montpellieru, Francie
- 1982–2006 ředitel Regionálního geochemického/analytického střediska v Halifaxu, Kanada
- 1985–1989 předseda vulkano učitel)logické sekce Kanadské geologické společnosti
- 1986–1989 člen řídícího výboru jaderného reaktoru Mc Master universita, Hamilton, Kanada
- 1990–dosud spolupráce s vědeckými pracovníky Geologického ústavu České akademie věd v Praze
- 1993 mimořádný profesor na katedře geologických věd, Dalhousie universita, Halifax, Kanada
- 1996–2001 kanadský vedoucí projektu výměny studentů v oblasti geologie v Severní Americe
- 1998–2000 mimořádný profesor na katedře geologických věd University Ohio, Athens, Ohio, USA
- 2001–2006 předseda geologické sekce Společnosti pro vědu v Atlantických provinciích
- 2004–2010 kanadský vedoucí projektu Kanada-Mongolsko (geologie, životní prostředí, vzdělávání)

- 2006–2014 předseda vulkanologické sekce Kanadské geologické společnosti
- 2007 čestný profesor Mongolské university věd a techniky v Ulaan Baataru, Ulánbátar, Mongolsko
- 2007–dosud ředitel průzkumné a důlní společnosti Ucore Rare Metals
- 2016–2018 mimořádný profesor Čínská universita geologických věd, Wuchan, Čína

## Výběr článků v uvedených publikacích
- Topics in Igneous Petrology, Springer Verlag, New York- Heidelberg, 2011
- Encyklopedia of Life Support Systems (EOLSS), Eolss Publisher, Oxford, UK, 2nd edition, 2007
- Precambrian Earth, Tempos and Events, Development in Precambrian Geology 12, Elsevier Science, 2004
- The West African Orogenes and Circum Atlantic Correlatives, Springer Verlag, New York, 1991
- Avalonian and Cadomian rocks of the North Atlantic, Blackie and Sons, Glasgow, UK, 1991
- The Origin of Arcs, Elsevier, Amsterdam, 1986
- Andesites: Oroganic Andesites and Related Rocks, John Wiley and Sons, New York, 1982
- Encyklopedia of Life, Support System (EOLLS), Eolls Publisher, Oxford, UK 2 nd